# Olle Enderlein

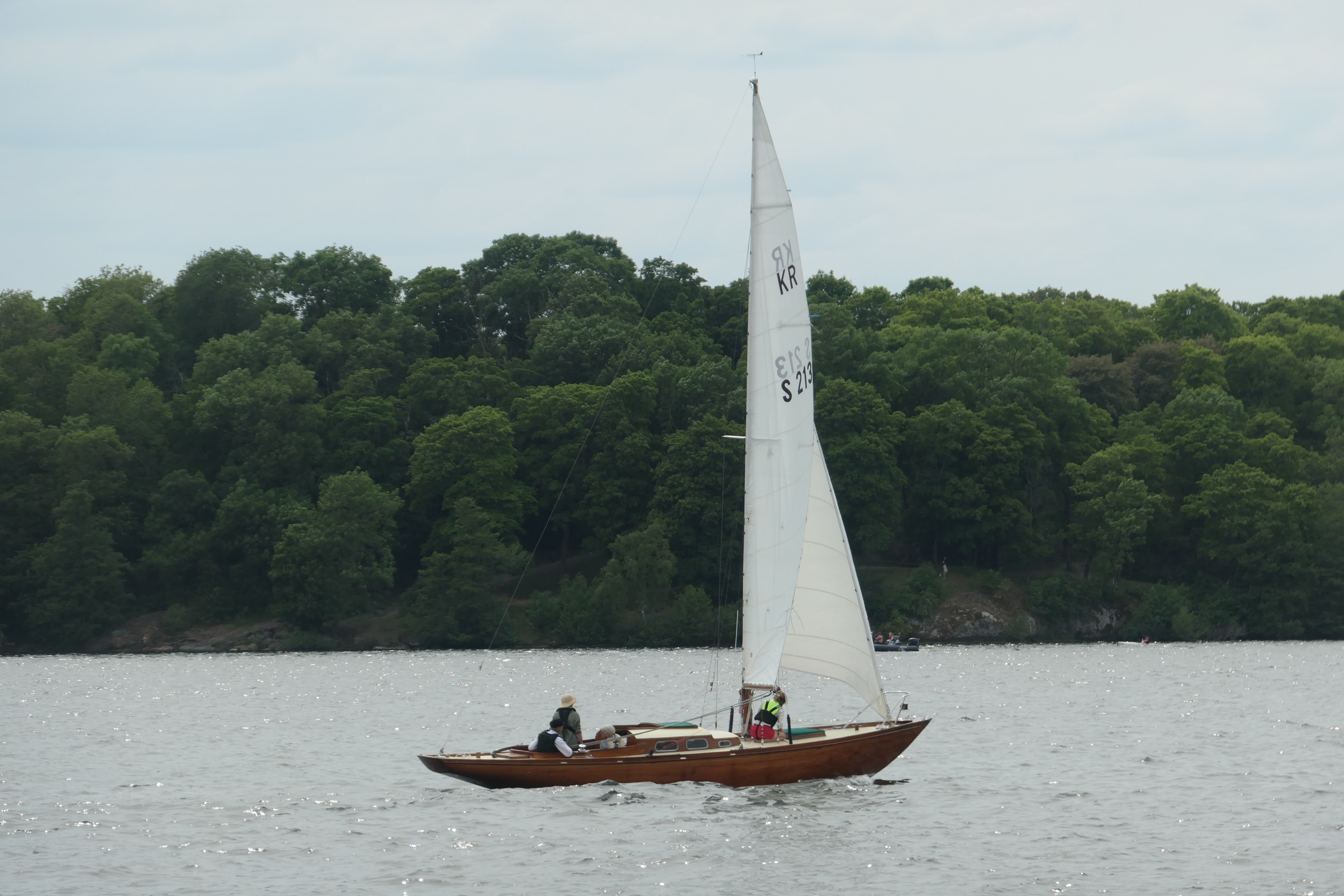
Ballerina från 1952 på Riddarfjärden i Stockholm, en av deltagarna i Stadshusregattan i juni 2023.

Olle Enderlein, född 1917, död 1993, var en svensk internationellt känd båtkonstruktör. Han gjorde många uppmärksammade konstruktioner från 1940-talet och fram till 1980-talet. Dessutom var han en skicklig kappseglare och testade sina konstruktioner i stora tävlingar där hans båtar ofta klarade sig mycket bra. Därefter byggdes de i serieproduktion. Man brukar säga att hans båtar är vackra och välseglande och att just detta var hans motto; att båtens skönhet och funktion hör ihop.
Olle Enderlein växte upp i Norrköping och arbetade en period på Archimedes i Göteborg. År 1944 vann han förstapris i Svenska kryssarklubbens konstruktionstävling med förslaget "Gudingen". Vid 27 års ålder avslutade han sin anställning, flyttade tillbaka till Norrköping och började konstruera båtar på heltid, något som han skulle komma att ägna resten av sitt liv åt.
Olle Enderleins segelbåtar har byggts i långa serier, till exempel Monsun, Mistral, Najad, OE 36, Hallberg-Rassy 38 och Shipman 28.
Havskryssaren Misil blev början på ett långt samarbete med båtbyggaren Harry Hallberg och senare Hallberg-Rassy på Orust. På Hallberg-Rassys varv byggdes många hundra exemplar i HR-serien: HR 41, HR 38, HR 382 och HR49.
I slutet av 1960-talet samarbetade han också med Svenska kryssarklubben med att ta fram en bra långfärdsbåt. Diskussionerna resulterade i OE-båtarna som byggdes i olika varianter under 1970-talet. 
Efter Olle Enderleins död skänkte hans änka Gitt Enderlein originalritningar till Sjöhistoriska museet. Ritningarna är oftast gjorda i blyerts. Som många andra konstruktörer har han ibland använt originalritningen till att fortsätta rita nästa konstruktion på. Det är därför inte alltid helt lätt att avgöra vad som är skisser och vad som är färdiga förslag.
Olle Enderleins ritningssamling finns tillgänglig på Sjöhistoriska museet.

## Fartygsritningar

Inredningsritning gjord 1975 av segelbåtskonstruktionen Marieholm 84. Konstruktör Olle Enderlein
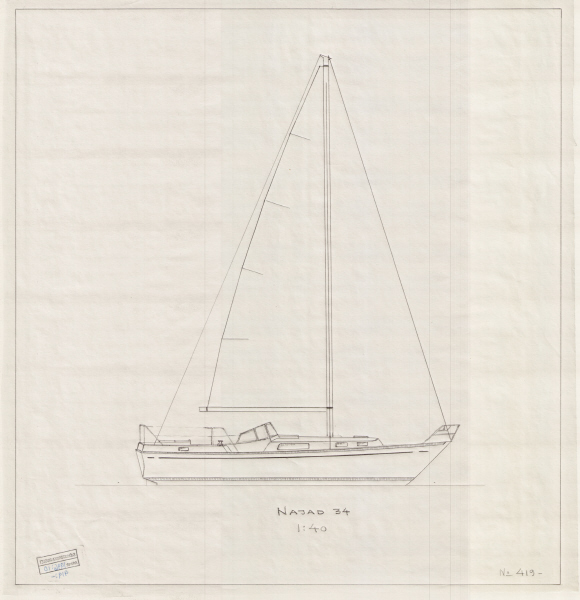
Segelritning av Olle Enderlein gjord 1971 av konstruktionen Najad 34.